# Grand Prix Algierii
Grand Prix Algierii, oficj. Grand Prix d'Alger – wyścig samochodowy, odbywający się w latach 1928–1930, 1932, 1934, 1937 na kilku przybrzeżnych drogowych torach wyścigowych w okolicach Algieru we francuskiej kolonii w Algierii. 
Sukces Grand Prix Algierii spowodował zorganizowanie w latach 1930 i1932 innego wyścigu w Algierii – Grand Prix Oranu.

## Zwycięzcy
| Rok       | Zwycięzca           | Samochód       | Tor                      | Wyniki         |
| --------- | ------------------- | -------------- | ------------------------ | -------------- |
| 1937      | Jean-Pierre Wimille | Bugatti T59/57 | Staouéli street circuit  | Wyniki         |
| 1935–1936 | Nie rozgrywano      | Nie rozgrywano | Nie rozgrywano           | Nie rozgrywano |
| 1934      | Jean-Pierre Wimille | Bugatti T59    | Bouzaréah street circuit | Wyniki         |
| 1931–1933 | Nie rozgrywano      | Nie rozgrywano | Nie rozgrywano           | Nie rozgrywano |
| 1930      | Philippe Étancelin  | Bugatti T35    | Staouéli street circuit  | Wyniki         |
| 1929      | Marcel Lehoux       | Bugatti T35C   | Staouéli street circuit  | Wyniki         |
| 1928      | Marcel Lehoux       | Bugatti T35C   | Staouéli street circuit  | Wyniki         |